# Grad Habsburg
Grad Habsburg (nemško Schloss Habsburg ), je grad na hribu v Švici. Nahaja se v občini Habsburg v kantonu Aargau na nadmorski višini 505 m na podolgovatem grebenu Wülpelsberg. Znan je kot sedež prednikov vladajoče rodbine Habsburžanov, katerih vzpon se je začel s pridobivanjem posesti v bližini. Radbot naj bi bil ustanovitelj Habsburžanov okoli leta 1020/30. Leta 1108 je bil Oton II., prvi iz družine, ki je bil dokumentiran kot grof von Habsburg.
Habsburžani so tu živeli le približno dvesto let. Grofovska rodbina, ki je postajala vse močnejša, je grad zapustila okoli leta 1220/30, ker je bil videti premajhen in premalo reprezentativen. Nato so ga podelili različnim služabnikom. Z osvajanjem Aargaua leta 1415 s strani konfederacije so Habsburžani, ki so medtem na Dunaju ustanovili veliko pomembnejše središče moči, končno izgubili svoj grad prednikov. Habsburg je od leta 1804 v lasti kantona Aargau.
Prve stavbe so bile zgrajene v začetku 11. stoletja. Habsburg je bil v več korakih razširjen v dvojni grad. V začetku 13. stoletja je dosegel največji obseg. Po izselitvi Habsburžanov je starejši, prednji del gradu na vzhodu propadel. Mlajši, zadnji del gradu na zahodu je ostal in je lahko, razen nekaj prenov, videz ohranil do danes. Obsežne arheološke raziskave so potekale v letih 1978/83 in 1994/95. Habsburg je kantonalni spomenik od leta 1948 in je eno od kulturnih dobrin državnega pomena v švicarskem popisu kulturnih dobrin. Dvorana se od leta 1979 uporablja kot restavracija, v njej je priložen muzej o grajski zgodovini.

## Lega
Habsburg leži tik severozahodno od vaškega središča istoimenske občine, približno 35 metrov nad vasjo na 505 m nadmorske višine. Grajski kompleks, ki leži približno tri kilometre jugozahodno od starega mesta prestolnice okrožja Brugg, se razprostira v dolžini nekaj več kot 100 metrov na skalnatem vršnem grebenu Wülpelsberga. Ta apnenčasti grič, prekrit z mešanim gozdom, je podaljšek Jure. Proti zahodu in severu se strmo spušča do ravnice doline reke Aare, ki je pod 160 metri. Vzhodna in južna stran grebena pa tvorita rob rahlo nagnjene planote, ki se neopazno zlije v Birrfeld. Nekaj več kot 400 metrov jugozahodno od gradu poteka avtocesta A3 skozi Habsburški predor.

## Zgodovina

### Predzgodovina
V obdobju Halštatske kulture (1. in 2. stoletje pred našim štetjem) je bilo na mestu današnjega gradu majhno naselje. Od druge polovice 1. stoletja našega štetja je bila na Wülpelsbergu rimska signalna postaja. Vzdrževali so jo legionarji iz vojaškega tabora Vindonissa, štiri kilometre severovzhodno (v današnji občini Windisch). Signalna postaja je omogočala vidno polje med taborom in Bözbergpassom in je verjetno obratovala tudi po zaprtju tabora leta 101. Konec 3. stoletja je Wülpelsberg služil kot zatočišče za civiliste. Preprosto ga je bilo braniti in obljubljal je zaščito pred občasnimi napadi Alemanov.

### Ustanovitev
Po legendi, ki jo je Ernst Ludwig Rochholz prvič zabeležil sredi 19. stoletja, naj bi bil Radbot graditelj gradu. Živel je v Altenburgu na Aari, znotraj obzidja utrdbe, ki so jo zgradili Rimljani. V iskanju jastreba, ki ga je izgubil med lovom, se je njegova lovska družba povzpela na gosto gozdnati Wülpelsberg in na vrhu hriba našla pobeglo ptico. Radbot je prepoznal ugoden položaj hriba in se na tej točki odločil zgraditi Habichtsburg.
Aegidius Tschudi se izreče proti legendi o sokolu. O tem piše: »Toda to, da neki pisec bajk piše Vesti, je od Habich-a dobil ime Habichsburg / nasprotuje ustanovitelju gradu škofa Wernherja, podpisanim v njegovem dokumentu / zato je po Anno Domini 1027 dal Muri predati bogu in ga še vedno najdejo nepoškodovanega / v njem najprej Habsburg sam in ne Habichsburg«.Skladno s tem izvira ime Habsburg iz Habesburga v smislu imeti / posest (za ohranitev ali zavarovanje).
Ker je imel premalo denarja za gradnjo gradu, je Radbot za podporo prosil brata škofa Wernerja von Strassburga. Werner je to odobril in prišel na obisk, da pregleda stavbo. Vendar je na Wülpelsbergu našel le preprost stolp. Werner je Radbotu ostro očital, nato pa mu je ta zagotovil, da bo imel grad v eni noči močno obzidje. Ko se je Werner naslednje jutro zbudil, se je okoli gradu utaborilo veliko vitezov in njihovih služabnikov. Grof Radbot je pomiril presenečenega škofa in dejal, da so ti vitezi sledili njegovemu klicu. Močni grajski zidovi so uporabni le, če jih branijo zvesti in dobro plačani privrženci.

### Sedež prednikov Habsburžanov
Izvor vladajoče rodbine, pozneje znane kot von Habsburg, ni jasen. Glede na Acta Murensia (polno ime: Acta fundationis monasterii Murensis), kroniko ki jo je neznani benediktinski menih napisal okoli leta 1160, velja, da je bil Guntram der Reiche, ki naj bi izhajal iz podružnice alzaške vojvodske družine Etichonov, začetnik. V drugi polovici 10. stoletja je imel deleže v Aargau, Breisgau, Frickgau, Zgornji Alzaciji in Zürichgauu. V Aargauu je bil alod koncentriran na območju med reko Aare in ustjem Reusse, tako imenovanim Eigenamtom. Druga posest je bila južneje v okolici Murija in Bremgartna. Guntramov sin Lanzelin (ali Kanzelin) je ukazal zgraditi majhen grad, grad Altenburg, z uporabo obstoječih zidov rimske utrdbe ob Aareju. Od tu je lastnino gospodaril sam, kjer je imel še posebej veliko gosposkih pravic.
V oporoki iz leta 1027 je škof Werner von Strassburg, sin Landolta, ki je identificiran z Lanzelinom, sinom Guntrama, naveden kot ustanovitelj Habsburžanov. Vendar se je okoli leta 1085 izkazalo, da je to ponarejanje. Zdaj je gotovo, da je Wernerjev mlajši brat Radbot dal Habsburžanom zgraditi grad približno dva kilometra južno od Altenburga okoli leta 1020/30. Povod za to je lahko bil prepir z naslednjim mlajšim bratom Rudolfom, ki se je razplamtel nad posestvom v Muriju in privedel do uničenja tamkajšnje graščine. Radbot in njegova žena Ita von Lothringen, hči vojvode Friedricha von Ober-Lothringena, sta leta 1027 ustanovila samostan Muri, verjetno za odkup dolga.
Ime gradu verjetno izvira iz starovisokonemške besede hab ali haw, kar pomeni 'prehod reke'. To pomeni brod (prehod) blizu Altenburga, kjer so morali čolni, ki so se spuščali navzdol, pristati, da bi obšli brzice, ki so sledile. Z gradu je bilo mogoče spremljati ladijski promet. Namen gradu pa je bil predvsem razširiti državo in simbolizirati zahtevo po oblasti. Prevladujoča teza v prvi polovici 19. stoletja, da je bil Habsburg zgrajen kot vojaška baza med konfliktom z Kraljevino Burgundijo za varovanje meje in prometnih poti, je bila ovržena. Poimenovan Havichsberch v dokumentu iz leta 1108, se je ime spremenilo v Habsburg prek Havekhesperch (1150), Habisburch (1213) in Habsburc (1238/39). Tudi leta 1108 je mogoče dokumentirati Otona II., prvega člana družine kot grof von Habsburg (prihaja de Hauichsburch).
Čeprav so Habsburžani konec 11. stoletja postali grofi v Zgornji Alzaciji in sodni izvršitelji strasbourške škofije, so bili v današnji Švici sprva v senci močnejših plemiških družin. Zahvaljujoč statusu zvestih privržencev Staufovcev in ustvarjanju raznolikih družinskih odnosov, jim je po izumrtju Lenzburgov leta 1173 uspelo prevzeti njihove okrožne pravice v zahodnem Zürichgau in Frickgau ter okoli 1200 tudi v južnem Aargauu.
Ko so po izumrtju Zähringerjev leta 1218 dodali več območij, se je Habsburg kmalu izkazal za premajhnega in ne dovolj reprezentativnega za grofe, ki so postali mogočni. Med letoma 1220 in 1230 so se odselili iz svojega predniškega gradu in se naselili v sosednjem mestu Brugg. V naslednjih desetletjih je bila stavba, kasneje znana kot Effingerhof (porušena med gradnjo tiskarne leta 1864), ena najpomembnejših njihovih rezidenc. Leta 1273 je bil Rudolf I. izvoljen za nemškega kralja in je prevzel tudi dediščino grofov Kyburg. Pet let kasneje mu je v bitki pri Moravskem polju uspelo premagati češkega kralja Otokarja II. in osvojiti avstrijsko in štajersko vojvodino. Posledično se je središče moči Habsburžanov premaknilo na Dunaj; razpršene posesti v Švici, Alzaciji in južni Nemčiji so postale Prednja Avstrija.

### Menjava lastnikov
Potem ko je grad odslužil svojemu namenu kot rezidenca grofov Habsburg, so ga prejele različne ministerialne družine. Sprednji del, ki je od takrat naprej ostal nenaseljen, je pripadal gospodarjem Wülpelsberga. Fevd nad zadnjim delom je pripadel habsburškim in Habsburg-Wildegg, ki so v Habsburgu vedno imeli pomembne sodne funkcije in upravljali tudi druge gradove v bližini (Schenkenberg in Wildegg, nekdanji verjetno tudi Freudenau). Prvotno so bili ena družina, vendar so bili najkasneje v drugi četrtini 13. stoletja razdeljeni v dve veji.
Gospodarji Wülpelsberga so izumrli okoli leta 1300, sprednji del pa je pripadel vitezu Wernerju II. von Wohlen, ki je živel v Bruggu. Njegov sin Cunrat III. je leta 1364 od Truchsessenov pridobil del zadnjega grajskega fevda. Henmann von Wohlen, Cunratov sin, je leta 1371 kupil preostale posesti in v eno združil celoten grajski fevd. V začetku 15. stoletja so gozd južno in vzhodno od gradu očistili in ustvarili zaselek Habsburg, ki je bil sprva sestavljen le iz nekaj hiš in je v vas prerasel šele v 18. stoletju.
Latentne napetosti med nemškim kraljem Sigmundom in avstrijskim vojvodom Friderikom IV. Tirolskim so izbruhnile marca 1415 na koncilu v Konstanci, ko je Friderik pomagal pobegniti protipapežu Janezu XXIII.. Sigmund je pozval konfederate, da v imenu cesarstva osvojijo habsburška ozemlja, nato pa je Bern hitro zavzel zahodni del Aargaua. Glede na brezizhodne razmere se je Henmann von Wohlen konec aprila 1415 brez boja predal in priznal nove suverene iz Berna. V zameno je dobil garancijo za svoje premoženje. Habsburžani pa so svoj predniški grad za vedno izgubili.
Henmann von Wohlen je svoje posestvo leta 1420 prepisal nečaku Petermannu von Greifenseeju, ki je grad leta 1457 prodal mestu Bern. Leta 1462 je Habsbug prešel k Hansu Arnoldu Segesserju in leta 1469 končno k samostanu Königsfelden v Windischu, ki so Habsburg nekoč ustanovili v spomin na umor Albrechta I. Ko so samostan leta 1528 zaradi reformacije zaprli, je Habsburg spet prišel v posest mesta Bern. Zdaj je upravo prevzel Königsfelder Hofmeister, ki je v gradu postavil visoko stražo in poslal upravnika posestva, da obdeluje okoliška polja, gozdove in vinograde. Od leta 1804 je Habsburg v lasti kantona Aargau, ki ga je še naprej uporabljal kot posest.

## Gradnja
Habsburg je bil zgrajen v več gradbenih fazah. Njegova delitev na sprednji grad na vzhodu, osrednje dvorišče in zadnji grad na zahodu sega do širitve temeljev v 11. stoletju.
Najstarejši del, porušen prednji grad, je bil sprva večinoma iz lesa. Kasnejša gradbena dejavnost je uničila ostanke in sledi. Kamnita hiša je datirana v drugo četrtino in sredino 11. stoletja. Upravne in gospodarske stavbe so bile na dvorišču in so verjetno bile lesene. Kurtina, postavljena kot suhozid ali kot lesena palisada, je kamnito hišo obkrožala s treh strani.
V zadnji tretjini 12. stoletja se je prednji del gradu znatno razširil. Kamnito hišo so dopolnjevali vzhodni stolp, vzhodni zid, cvinger vrat in severni stolp, na dvorišču pa grajena grajska kapela in vodnjak. V tem obdobju je padlo tudi obzidje dvorišča in gradnja majhnega stolpa, prvi del zadnjega gradu. Gradbena dejavnost v 12. stoletju je bila omejena na severni obroč, ki je povezoval severni stolp z vzhodnim obročem. To je v veliki meri dokončalo prednji grad.
V začetku 13. stoletja se je začela širitev zadnjega gradu. Na zahodni strani majhnega stolpa je bil posebej močan utrjen velik stolp, na severni pa še ena stena z bočnim stolpom na skrajnem zahodu. Na prelomu iz 13. v 14. stoletje je sledil Palas, ki je štrlel proti jugu. Ker je bil sprednji grad takrat že prepuščen propadanju, so na grajskem dvorišču izkopali obrambni jarek za boljšo obrambo zadnjega gradu in zgradili še dve steni. Preostali ostanki prednjega gradu so bili uničeni okoli leta 1680, prostor pa leta 1815 poravnan. Zadnji grad je bil obnovljen v letih 1866/67, 1897/98, 1947/49, 1979 in nazadnje v letih 1994/96.

## Današnja uporaba
Palas se od leta 1979 uporablja kot restavracija. Mize so v viteški dvorani v drugem nadstropju, v grajski sobi na jugozahodu in v gotski dvorani na jugovzhodu v prvem nadstropju in v gostilni v pritličju. Domača gastronomija uporablja tudi Jägerstube – lovsko sobo - v majhnem stolpu in grajsko dvorišče. Upravljani prostori so zasnovani za približno 200 ljudi. Vinska klet je povezana z gostinsko dejavnostjo.
V majhnem in velikem stolpu je na ogled brezplačna razstava z razstavnimi tablami o rodbini Habsburg, zgodovini stavb in naselij ter vsakdanjem življenju na gradu v srednjem veku. Grad je del mreže Museum Aargau od leta 2009.

## Sprednji grad
| Faze gradnje | |
| Legenda | |
| A: obrambni jarek B: vzhodno obzidje C: Vzhodni stolp D: Latrina E: Severni zid F: Cvinger G: kamnita hiša (jedro stavbe) H: Severni stolp | J: Vrata K: Nikolajeva kapela L: Del jarka M: Notranje dvorišče N: Mali stolp O: Palas P: Veliki stolp Q: Bočni stolp |

### Kamnita hiša
V kamniti hiši so najstarejši preostali strukturni ostanki celotnega kompleksa. Stavba, ki izvira iz časa ustanovitve okoli leta 1020/30, je bila sprva samostojna. Dolžina stranice je bila 18,5 krat 13,2 metra, s čimer je kamnita hiša daleč presegla dimenzije sodobnih gradov na širšem območju. Debelina sten 1,9 metra kaže na to, da je večnadstropna kamnita hiša služila ne le za reprezentacijo, temveč tudi za obrambo.
Stene so se ohranile le do višine skoraj dveh metrov. Sestavljene so iz majhnih kamnitih blokov, ki imajo mestoma prekinitvene reže. Na vzhodni strani so vrata, ki so vodila v kletno pritličje. Vhod na severni strani je bil pozidan pozneje, kar dokazujejo ostanki lokov. V notranjosti je prečna stena, ki je bila zgrajena v zadnji tretjini 11. stoletja, v 12. stoletju pa je bila na obeh straneh opremljena s steno. Ta ukrep kaže na povečanje kamnite hiše. Funkcija dveh vrst zidu, ki sta bila takrat dodana severni steni, ostaja nejasna. Del zahodno od prečne stene zajema vodni zbiralnik, zgrajen leta 1908.

### Vzhodni stolp in vzhodno obzidje
Takoj vzhodno od kamnite hiše je bila mota, umetno ustvarjena gomila zemlje, ki se je strmo nagnila proti vratnemu jarku. Na tem griču je stal pravokotni vzhodni stolp s stranico 9,5 x 9,2 metra. Nenavadno je, da se je vzhodni stolp, zgrajen v zadnji tretjini 11. stoletja, v primerjavi s kamnito hišo zasukal za približno 45 °, tako da se je starejše stavbe jedra dotaknil le z enim vogalom. Na severni strani stolpa je bil majhen kvadratni zid, ki je služil kot zahodni jašek. Vzhodni zis je bil zgrajen hkrati z vzhodnim stolpom. Ta krožna stena se je začela pri zahodnem jašku, nato je vodila vzdolž roba vratnega jarka in se končala na južni strani pri pesjaku. Tudi umetno ustvarjen jarek pri vratih je zdaj zlahka prepoznaven kot značilen rez v grebenu

### Severni stolp in severno obzidje
Severni stolp je bil dodan severozahodnemu vogalu kamnite hiše. Njegova osnova je bila 8,5 krat 8,2 metra, debelina stene 1,3 metra. Njegova izpostavljena lega na strmo nagnjenem severnem pobočju grebena je vodila do tega, da so bile stene stolpa v slabem ohranjenem stanju in do zemeljskih plazov v ruševinah, ki so izravnali teren. Prizemno ognjišče iz nabite gline kaže, da je severni stolp služil kot kuhinjska zgradba. V severovzhodnem vogalu je bila majhna klet, velika 2,2 krat 1,8 metra. V to je bilo mogoče vstopiti le od zgoraj skozi odprtino na stropu.
Severni zid je bil zgrajen šele v 12. stoletju in je zapolnil vrzel v obzidju, ki je obstajalo med severnim stolpom in vzhodnim obročem. Njegov vijugasti potek je verjetno posledica dejstva, da se je šibko obzidan del zrušil in je bil nekoliko prezidan.

### Cvinger in vhodno poslopje
Južni rob je bil pred južnim bokom kamnite hiše in vzhodnim stolpom za približno pet metrov in je oblikoval 22,5 metra dolgo ograjo vrat z zunanjimi zidovi debeline 1,3 metra. Na vzhodnem koncu, kjer se je stena stikala z vzhodnim obročem in vzhodnim stolpom, so bila prednja grajska vrata, ko ste mimo cvingerja vstopili na dvorišče skozi dejanska grajska vrata. Ta druga vrata so bila sprva le preprost prehod, vendar so bila okrog leta 1200 razširjena. Na dvorišče je štrlelo vhodno poslopje, od katerega so ostali le še ostanki temeljev; vzhodni zid je bil v skladu z zahodnim zidom kamnite hiše.

## Grajsko dvorišče
Osrednje dvorišče je bilo v povprečju dolgo 32 in široko 30 metrov. Oblikovalo je večinoma ravno površino med sprednjim in zadnjim gradom. Na njegovem robu je bil jarek, grajska kapela, hlapčevska hiša, vodnjak in zbiralnik. V 17. in 18. stoletju je bila na kmetiji apnarska peč in dve močvirni jami. Kraj izgorevanja apna je bil nedvomno zgrajen iz rušitvenega materiala s sprednjega gradu.

### Obrambni jarek
Ko so v 14. stoletju izkopali nov obrambni jarek, je bil sprednji del gradu že v tako slabem konstrukcijskem stanju, da ni mogel več izpolnjevati svoje obrambne funkcije. Takratni lastniki, gospodje Wülpelsberg, so se v prvi vrsti zanimali za fevd in pustili stavbo propadati. Zato so se Truchsesse von Habsburg-Wildegg odločili, da bodo bolje zaščitili svoj del gradu. Imeli so izkopan jarek, ki je služil kot prehodna pregrada za zaščito vzhodne strani zadnjega gradu. Prekop je imel povprečno širino 7,4 metra in globino od 2,5 do 3,7 metra. Potem ko je bila leta 1562 vanj postavljena skoraj jezu podobna grajska pot, je bil okoli leta 1650/70 jarek zasut.

### Stavbe in vodnjak
Služabniška hiša je bila na mestu, kjer je bil kasneje izkopan odsek. Verjetno je bila dolga 10 metrov in širok 7,5 metra, na zahodni steni pa je imela majhen podaljšek, ki je služil kot zahodni jašek. Grajska kapela je ena redkih stavb, ki še niso bile izkopane. Na podlagi starih ilustracij, vključno z akvarelom Hansa Ulricha Fischa iz leta 1634, je mogoče dati nekaj izjav o stavbi, ki je bila porušena leta 1680 Verjetno je bila zgrajena vzhodno od hiše za hlapce in je imela dve nadstropji.
Na vrhu vodnjaka je bilo ovalno ustje široko 2,9 metra in dolgo 2,4 metra. Ko ga je voznik bagra po naključju znova odkril, je bil popolnoma napolnjen z drobci apnenca in mavčnim kamnom. Verjetno gre za izkop mavčne jame v Habsburgu ali Windischu, ki so jo zasuli v 19. stoletju. Ob konzervaciji leta 1995 so vrtanja privedla do globine 68,5 metra. Zbiralnik, ki je bil zgrajen v začetku 13. stoletja, je bil nekoliko izpostavljen zunaj kurtine ob vratih, pri čemer je zajemalna gred verjetno vodila do vrha kurtine. 

## Zadnji grad
Zadnji grad je bil v veliki meri ohranjen, čeprav s številnimi strukturnimi spremembami. Leta 1983 je kantonalna arheologija Aargaua izvedla obsežen pregled stavb. Pri tem je ugotovila, da je bilo prejšnje datiranje napačno za vse stavbe, in prišla je do zelo drugačnih rezultatov, zlasti za mali stolp. Torej se je pred tem domnevalo, da je bil velik stolp zgrajen okoli leta 1020, zdaj pa je čas njegove gradnje ocenjen na začetku 13. stoletja. Mali stolp pa je moral biti od 15./16. stoletje je mogoče datirati v zadnjo tretjino 11. stoletja. Čas gradnje palasa bo 12./13. Stoletje ponovno ocenjeno na sredino 13. stoletja.

### Mali stolp
Majhen stolp je bil zgrajen med širitvijo konec 11. stoletja in ima tloris 7,6 krat 7 metrov. Bil je del prvotne stavbe današnjega zadnjega gradu, ki sta jo v začetku 13. stoletja zamenjala palas in velik stolp. Med to prenovo je bil ohranjen mali stolp. Ko je bilo konec 16. stoletja notranje dvorišče preurejeno v stanovanjsko krilo, je bila višina malega stolpa zmanjšana, v letih 1937/38 in 1947/49 pa obsežne prenove (moderna notranja oprema, postavitev novih vmesnih nadstropij in oken ) povzročila izgubo drugih starih zgradb.
Prvotni strukturi je mogoče nedvomno pripisati le dve zazidani okenski zarezi v prvotnem nadstropju s poševnico navznoter in navzven. Portalna stena obzidanega visokega vhoda je iz peščenjaka in verjetno izvira iz prenove v 13. stoletju, saj se je tovrstna gradnja pojavila šele takrat. Na severni fasadi so začetki straniščne ječe. Dve visoko ležeči ozki zarezi z navznoter nagnjenimi loki prihajata iz kasnejše srednjeveške gradbene faze. Preostale odprtine oken in vrat so iz 16. do 20. stoletja.

### Velik stolp
Velik stolp je bil zgrajen v začetku 13. stoletja. Visok je 20,15 metra in ima tloris 10,2 krat 10 metrov v obliki diamanta. V podnožju je debelina stene 2,1 metra, kar se na notranji vdolbini zmanjša na 1,8 metra na višini 10,5 metra. Stolp je bil uporabljen za bivanje in je sestavljen iz megalitskega zidanja, značilnega zidanja gradov na tem območju. Grobo klesani kamni so vgrajeni v plasteh drug na drugega.
Prvotni vhod je 7,4 metra nad dnom dvorišča, pritlični vhod je bil izkopan šele leta 1898. Štiri današnja vmesna nadstropja so bila zgrajena po letu 1866 in niso več na prvotni nadmorski višini. Z eno izjemo jih ni mogoče natančno datirati. Najnižje vmesno nadstropje je bilo leta 1995 potegnjeno pod stari vhod in je dostopno le od zgoraj. Nima srednjeveškega predhodnika in služi kot vremenska zaščita grajskega muzeja.
Današnje drugo nadstropje je bilo prvotno prvo nadstropje, od koder se je lahko vstopilo v stolp. Ostanke dimnika najdemo tudi tu v severozahodnem kotu, ki pa je bil verjetno redko ali nikoli uporabljen, saj ob pregledu stavbe v letih 1995/96 ni bilo najdenih sledi saj. Današnje tretje nadstropje je bilo prvotno drugo. Tam se lahko iz stolpa zapusti skozi vrata v vzhodni steni. Danes ima prehod zaradi dvignjenih tal stopnišče, ki vodi navzdol do trijema na notranjem dvorišču.
Pred stavbo palasa je bila na tej višini na zunanji strani stolpa obodna dvonadstropna uta, kamor je bilo mogoče tudi vstopiti. V vsakem primeru to kažejo tam zazidane luknje za grede. Verjetno je bilo takrat tudi iz tretjega nadstropja mogoče dostopati do zgornjega nadstropja. To četrto nadstropje je bilo v srednjem veku pokrito s kvadratno koničasto čelado. Strešno kritino v srednjem veku in v zgodnjem novem obdobju je mogoče dokazati le na podlagi sodobnih slikovnih dokumentov, saj je stolp leta 1866 dobil nov zgornji del z zamreženo krono. Ko so bili preoblikovani zgornji odseki sten, so bili vsi strešni nosilci, ki so še obstajali, uničeni in jih zato ni več mogoče preveriti. 

### Palas
Pravokotni palas, ki štrli proti jugu, se prilega velikemu stolpu na vzhodu. Obzidje je datirano v sredino 13. stoletja, zato je mlajše od velikega stolpa. Palas ima tri nadstropja in klet. Ostanki stranišča so na zahodni steni. Stavba je bila obsežno obnovljena leta 1559 in je v bistvu dobila današnji videz. Iz tega obdobja prihajajo okna, obrnjena proti vzhodu in jugu (dvodelne in tridelne gotske okenske skupine), pa tudi sedlasta streha z vzhodno obrnjenim ščit. Dostop do posameznih nadstropij palasa je možen po stopnišču in vhodnem sistemu na notranjem dvorišču, ki je bil obnovljen leta 1948. Dva poznogotska okrašena hrastova stebra s sedlastim lesom podpirata strop kleti. Obokan strop nad sobo za goste v pritličju je prav tako iz leta 1948, kopija izvirnika iz leta 1559.
Grajska soba je v prvem nadstropju. Ta soba v veliki meri ustreza originalu iz leta 1559. Ima obokan strop, katerega tramovi so okrašeni z motivi zvezd, spirale in spiralnih krogel; tekači so v obliki srca. Rebrasti hrastovi stebri služijo kot vogalne opore, osličje zadnjega dela vhodnega portala pa je profilirano na enak način. V enem od vogalov je lončena peč iz 18. stoletja, ki je bila prej v župnišču Würenlos. Beli venec, cokel in lizene iz ploščic so poslikani z idiličnimi pokrajinami in cvetnimi okraski. Verjame se, da gre za delo mojstrov iz Murija. V sobi, ki meji na grajski salon, je preprost škatlast kamin, ki je bil nameščen leta 1948. Ima ploščice s slikami uničene pokrajine v rocaille okvirih. Peč podpisuje Johann Jakob Fischer iz Aaraua z letnico 1744.
Viteška dvorana v drugem nadstropju je bila prvotno razdeljena na več dvoran in je današnjo obliko dobila v letih 1913/14. V njej je prizma v obliki peči z zeleno emajliranimi reliefnimi ploščicami. Te ploščice iz 17. stoletja pripisujejo delavnicam Steckborn (prej v Ermatingenu), vendar te domneve ne morejo potrditi pisni viri ali podpisi. Motivi peči so ženske alegorije vrlin, ki stojijo pod oboki in med pilastri, medtem ko so putti med levjimi glavami in drsnimi elementi v osnovnem frizu.

### Notranje dvorišče in bočni stolp
Notranje dvorišče v obliki nepravilnega U povezuje mali stolp, velik stolp in palas. Leta 1594 je bil pokrit s streho in preurejen v stanovanjsko krilo. Prvotno rahlo nagnjena enokapna streha je bila nagnjena k poškodbam, zato jo je leta 1634 zamenjala bolj nagnjena. Zaradi dotrajanosti je bilo treba to stavbo v začetku 19. stoletja znova odstraniti, zato je notranje dvorišče danes ponovno izpostavljeno. Na svoji vzhodni strani je omejeno z dvoriščnim obzidjem (prej tudi z obrambnim jarkom).
Obrobni stolp, ki je bil povezan z dvoriščnim zidom, ni ohranjen. Pripisuje se gradbeni fazi v začetku 13. stoletja in je zaščitil severozahodni bok grajskega kompleksa. Veja stene, ki vodi od stolpa, se je morda odcepila od grebena proti zahodu.